# Sandra Uschtrin
Sandra Uschtrin (* 1960 in Hamburg) ist eine deutsche Autorin und Verlegerin.

## Beruflicher Werdegang
Uschtrin studierte Neuere Deutsche Literatur (Schwerpunkt DDR-Literatur), Zeitungswissenschaft und Soziologie in München. Während eines Praktikums beim Grafenstein Verlag entstand 1985 die erste Ausgabe des „Handbuchs für Autoren“ – einer Informationssammlung, in der Unternehmen und Dienstleistende rund um den Literaturbetrieb in Deutschland aufgelistet werden. 1996 gründete sie den Uschtrin Verlag, um das Handbuch selbst herauszugeben, (seitdem unter dem Namen „Handbuch für Autorinnen und Autoren“). Seit 2005 ist sie Herausgeberin der Fachzeitschrift Federwelt, seit 2016 außerdem der Zeitschrift „der selfpublisher“.
2014 gründete Uschtrin das Portal Autorenwelt, auf dem Wissen und Dienstleistungen vermittelt und bereitgestellt werden sollen, die Autorinnen und Autoren brauchen, um ihre Texte zu veröffentlichen. Ein Jahr später fügte sie dem Portal den Autorenwelt-Shop hinzu, der als einziger fairtrade online-Shop Autorinnen und Autoren an den Verkaufserlösen beteiligt (mit 7 % des Bruttoladenpreises).

## Ehrungen
2019 wurde Uschtrin vom BücherFrauen e. V. als Bücherfrau des Jahres 2019 ausgezeichnet, weil sie „seit Jahrzehnten einen unschätzbaren Beitrag zur Professionalisierung und Information, zu Austausch und Vernetzung derjenigen [leistet], ohne die es keine Bücher geben würde: die Autor*innen. Mit ihr wird eine BücherFrau ausgezeichnet, die in ihrem Lebenswerk auf besondere Weise Kontinuität und Innovation, Print- und Online-Welten, Verlagsautor*innen und Selfpublisher verbindet.“ Im Jahr 2021 erhielt Uschtrin die Goldene Auguste.